# تیرسامان
تیرسامان، روستایی از توابع بخش منج، شهرستان لردگان در استان چهارمحال و بختیاری است.

## جمعیت
این روستا در دهستان منج قرار دارد و براساس سرشماری مرکز آمار ایران در سال ۱۳۸۵، جمعیت آن ۲۰۰ نفر (۳۳خانوار) بوده‌است.